# Компактний автомобіль представницького класу
Компактний автомобіль представницького класу, також відомий як компактний автомобіль класу люкс, — це автомобіль преміум-класу, більший за компактний преміум-клас і менший за представницький автомобіль. Компактний автомобіль представницького класу — це британський термін і частина D-сегменту європейської класифікації автомобілів.
Автомобіль представницького класу, як правило, має бути зручним і добре обладнаним, а також дешевим як службовий автомобіль. Вони можуть мати характеристики продуктивності та часто розглядаються як символи статусу. Високий відсоток частки ринку «керівницьких автомобілів» складається з автомобілів, що належать корпораціям, або транспортних засобів, наданих фірмою для бізнесу, а іноді й для приватного користування працівниками.

## Автомобілі, пов'язані з терміном за країною

### Сполучені Штати

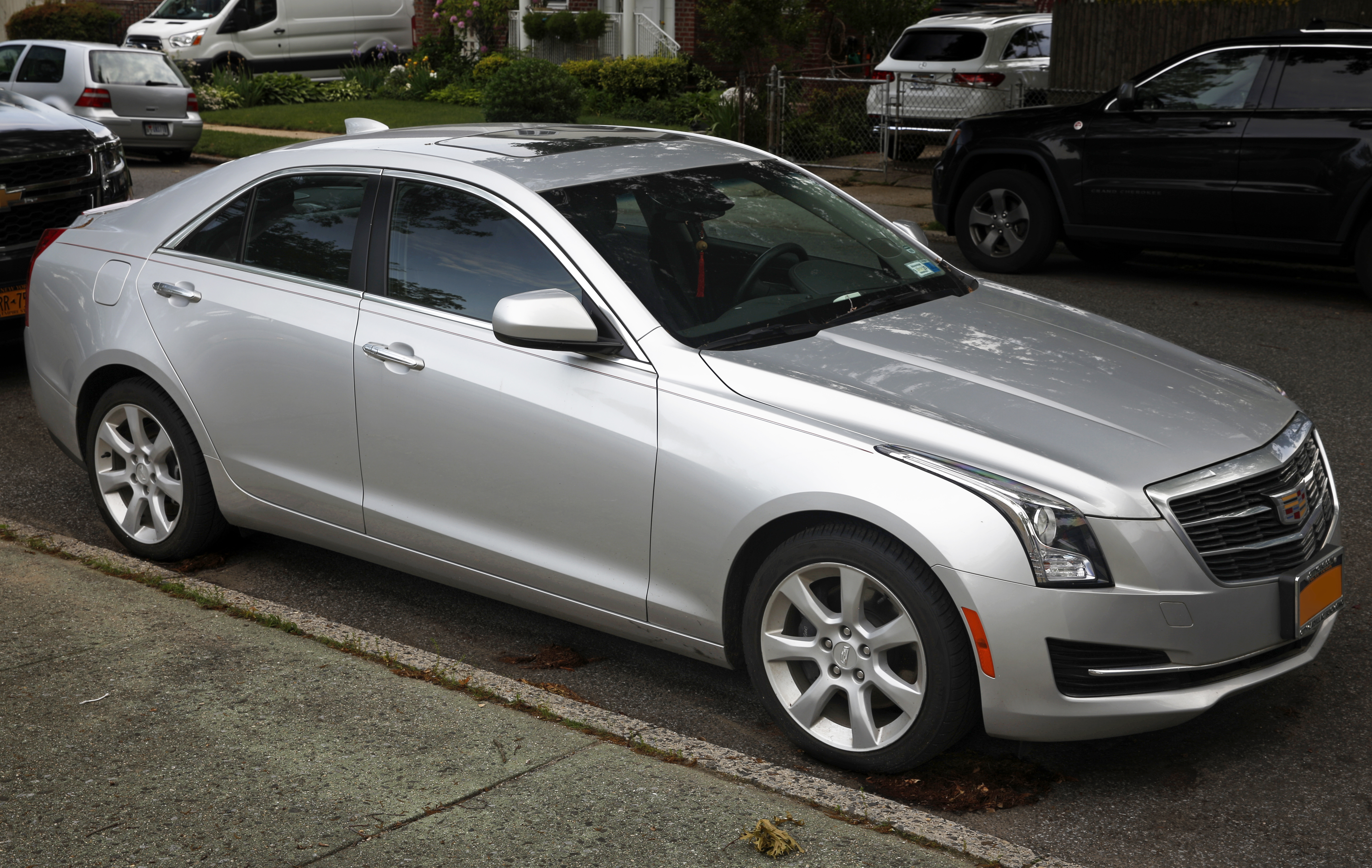
2016 Cadillac ATS

Опис «компактний автомобіль представницького класу» не часто використовується в Сполучених Штатах, але він описує певні моделі, імпортовані з Європи.
Cadillac ATS був описаний як компактний автомобіль представницького класу. На зміну ATS прийшов Cadillac CT4.
До появи ATS версія Saab 9-3 зі значними емблемами продавалася в Європі під назвою Cadillac BLS (2005—2009). BLS був розроблений і виготовлений компанією Saab у Троллгеттані, Швеція. Модель ніколи не продавалася на ринку Північної Америки. Попередньою спробою Cadillac створити компактний автомобіль представницького класу для ринку США був Cimarron, що випускався в 1981—1988 роках. Cimarron значною мірою вважається провалом ринку, а також принаймні частково відповідальним за ринкову боротьбу, з якою Cadillac зіткнувся під час і після свого виробництва.

### Об'єднане Королівство

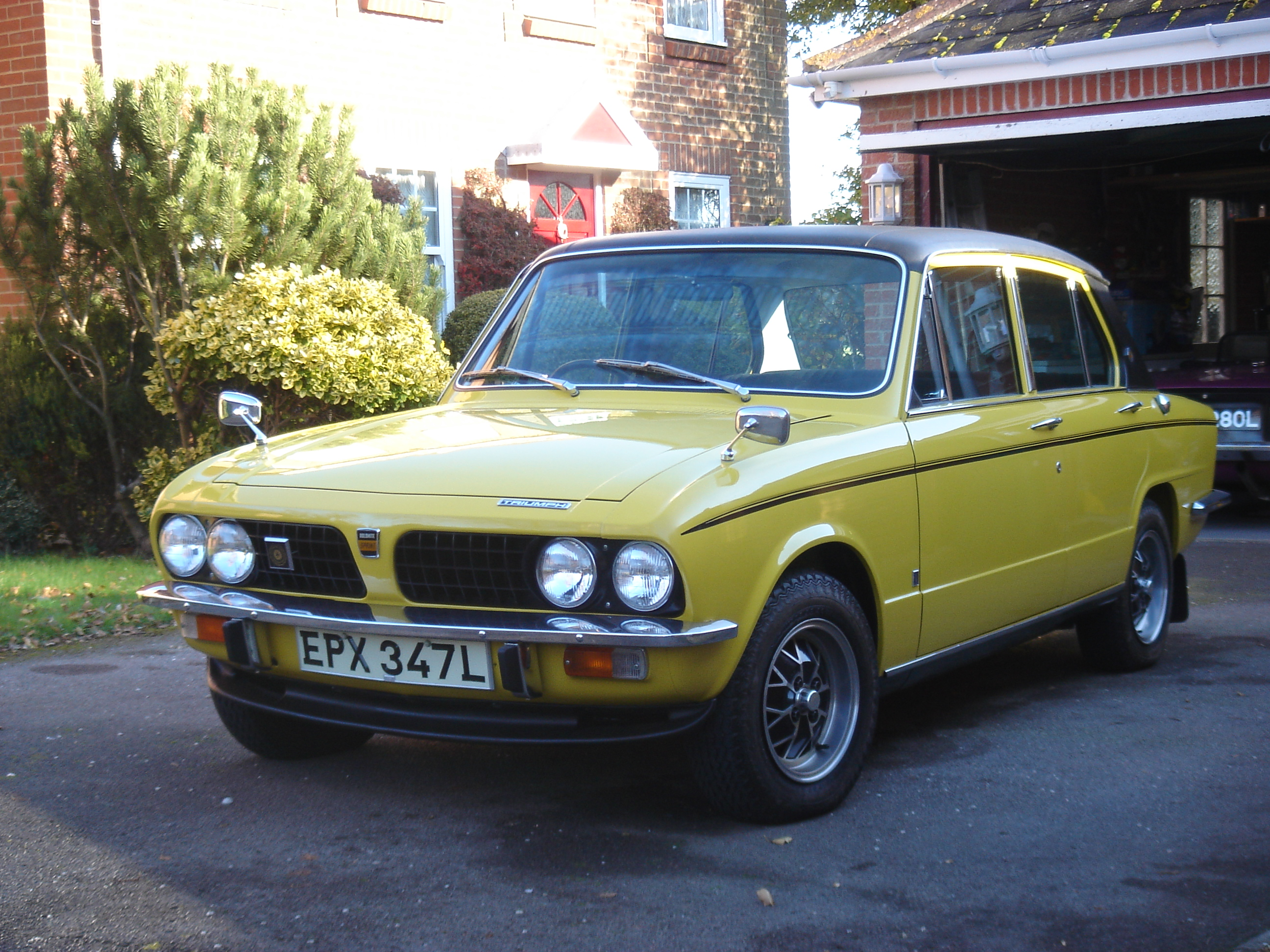
1973 Triumph Dolomite Sprint

Triumph Dolomite 1971 року — ранній компактний автомобіль представницького класу.
Першим компактним автомобілем представницького класу Jaguar (хоча більшим за Jaguar Mark 2 1960-х років) був Jaguar X-Type 2001 року. Продажі, однак, розчарували. У 2014 році на зміну X-type прийшов Jaguar XE, який конкурував у тому ж секторі.

### Італія

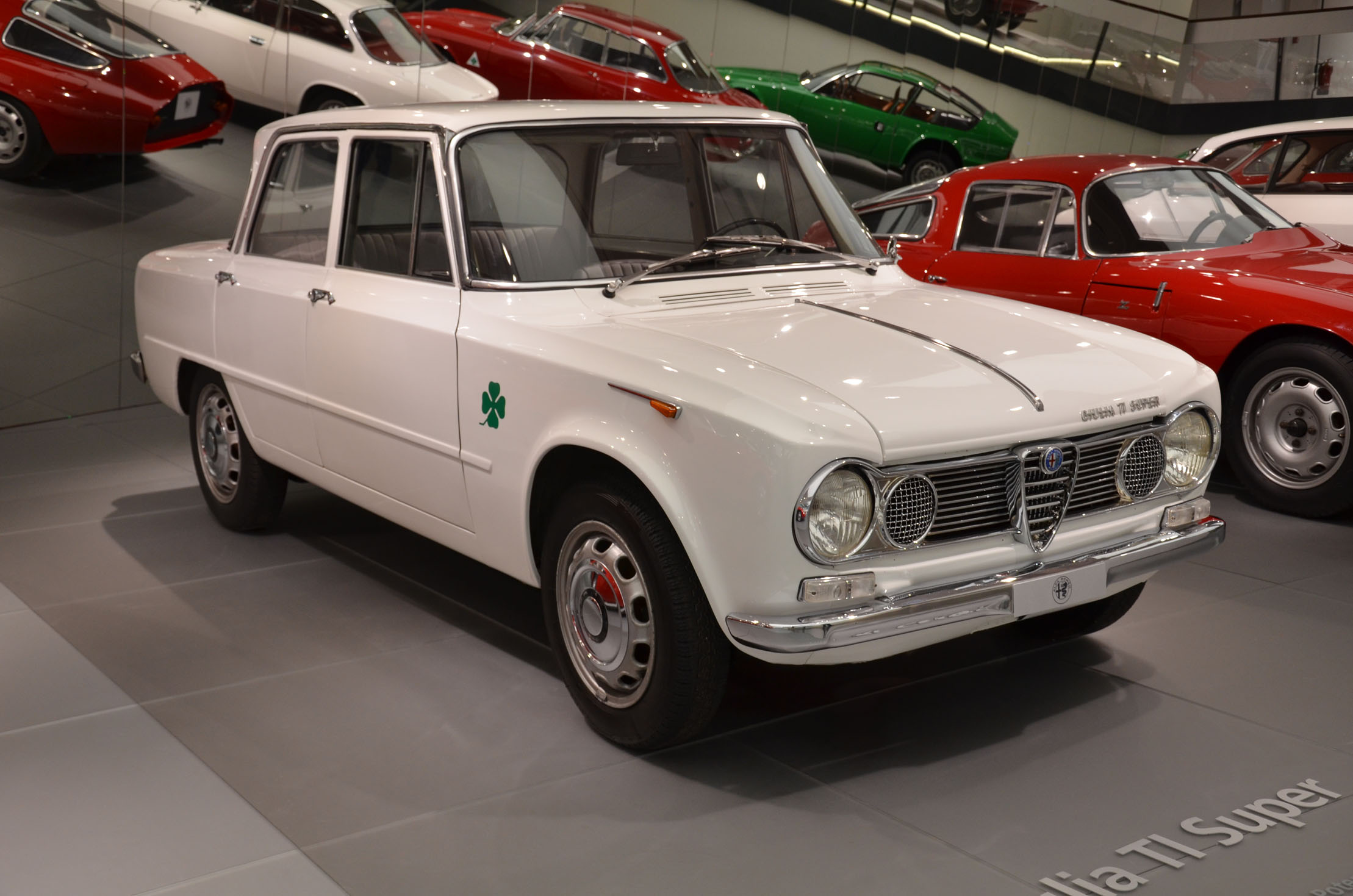
Alfa Romeo Giulia (1962—1978)

Моделі Alfa Romeo 75 і 155 вважаються компактними автомобілями представницького класу у Великобританії. Alfa Romeo 156 1996 року класифікується як такий. За цим послідувала Alfa Romeo 159, а потім Giulia (тип 952).
Першим компактним автомобілем представницького класу від Lancia є Lancia Beta 1972 року (тип 828). Beta перетворилася на Lancia Trevi, яка випускалася з 1980 по 1984 рік. Після п'ятирічної відсутності в сегменті Lancia повернулася в 1989 році, коли Lancia Dedra замінила меншу Lancia Prisma. На зміну Dedra прийшла Lancia Lybra, яка випускалася з 1998 по 2005 рік.

### Німеччина

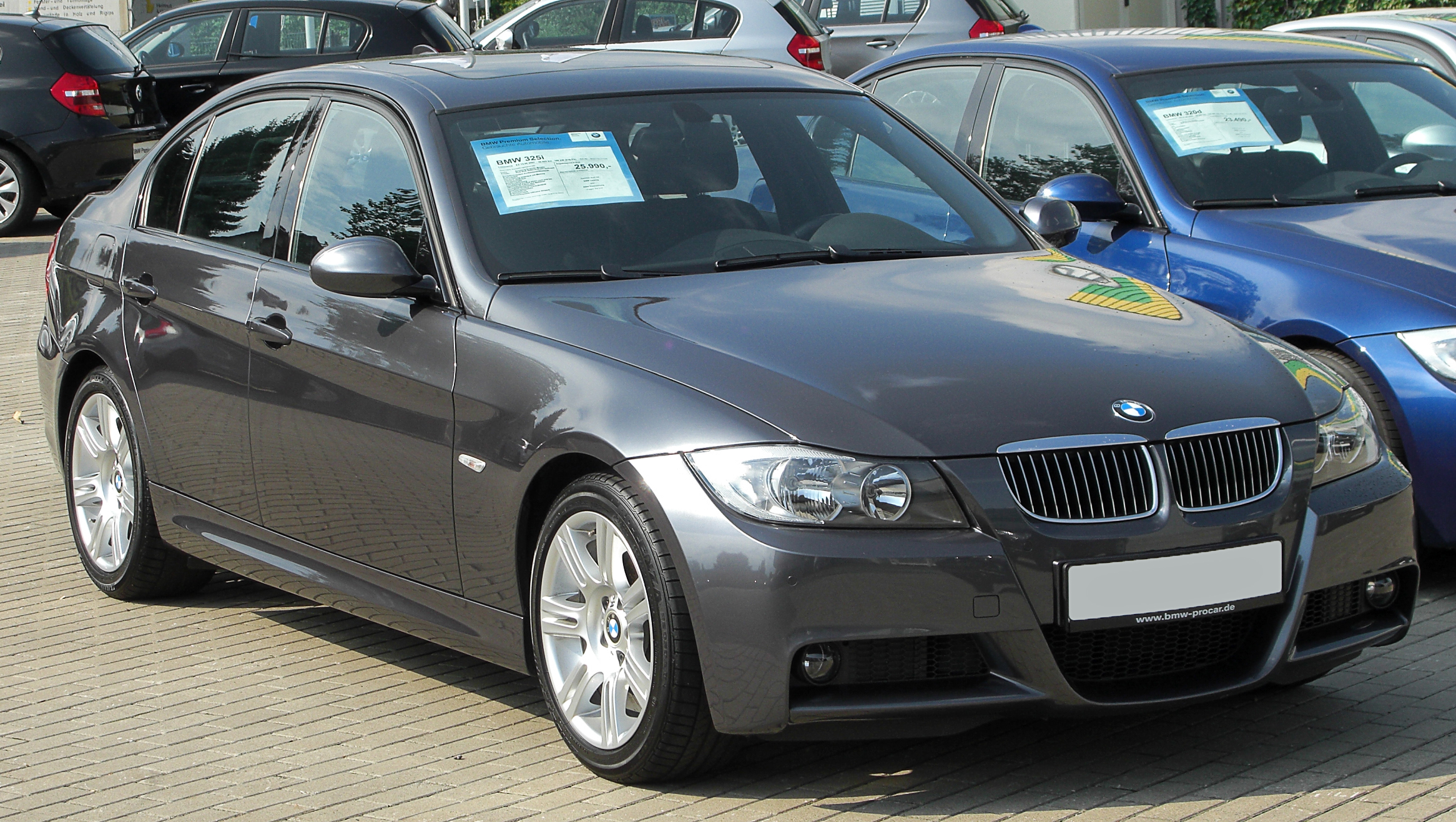
BMW 3 серії в кузові e-90, 2009 року.

Першим компактним автомобілем представницького класу, виробленим у Німеччині, був BMW 02 серії 1966 року, за яким у 1975 році пішов BMW 3 серії.
У 1965 році Audi представила свою першу компактну представницьку модель Audi 72.
Mercedes-Benz W201 (також відомий як «Mercedes-Benz 190») 1983 року був першим компактним автомобілем представницького класу від Mercedes-Benz. У 1993 році модель W201 була замінена лінійкою Mercedes-Benz C-Class.

### Франція

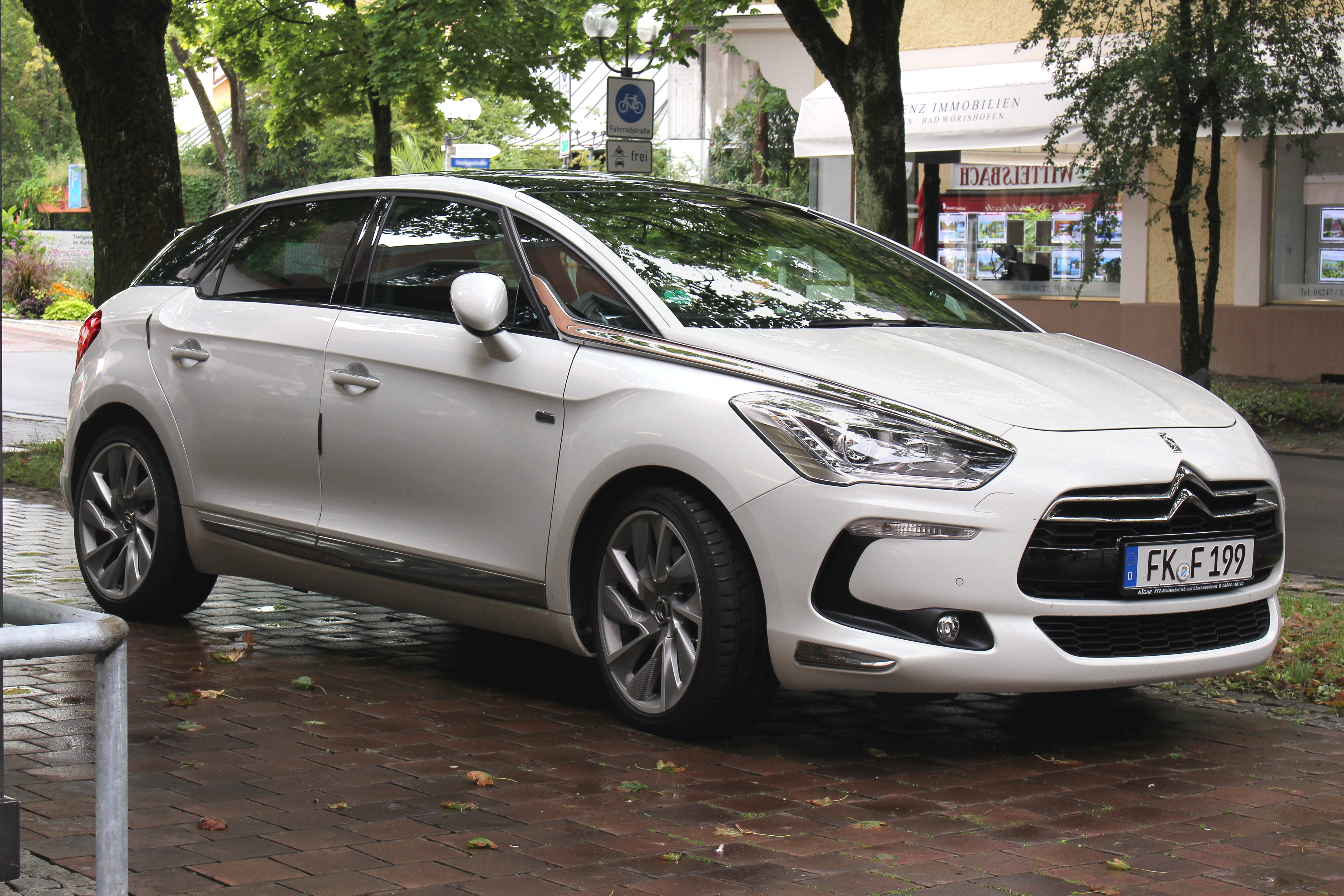
Citroën DS5, 2013 р.в

DS Automobiles пропонує компактний автомобіль із хетчбеком DS 4. Більший DS 5 (проданий до 2018 року) також можна вважати компактним автомобілем представницького класу. Раніше бренд DS був дочірньою маркою Citroën, тому попередні модельні роки (до 2015 року для DS 4 і DS 5, але зміни залежать від моделі) містять логотип Citroën. Найменшою моделлю, запропонованою DS, був DS 3 (продавався до 2019 року), який можна вважати субкомпактним або навіть суперміні- автомобілем представницького класу. Нинішній DS 3 Crossback суттєво відрізняється від попередньої моделі, оскільки це невеликий позашляховик-кросовер.

### Швеція

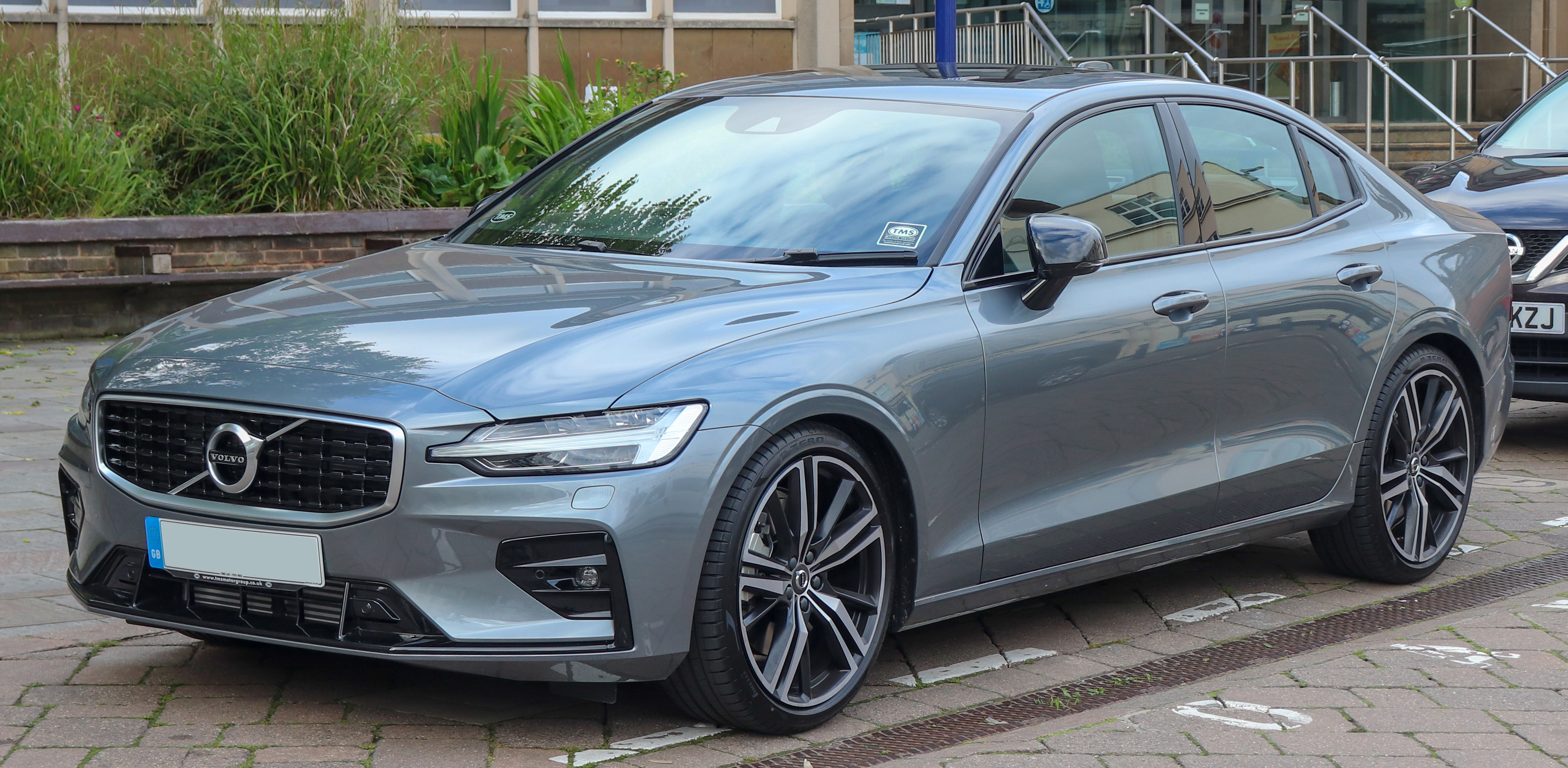
2019 Volvo S60

Volvo S60, а також його універсал Volvo V60 вважаються компактними автомобілями представницького класу.
Компанія Saab Automobile, яка припинила свою діяльність у 2011 році, мала модель 9-3, яка була компактним автомобілем представницького класу. Базований на сильно модифікованих двигунах і платформах GM, 9-3 був доступний як кабріолет, хетчбек (перше покоління), седан (друге покоління) і універсал (друге покоління). 9-3 мав широкий вибір як бензинових, так і дизельних двигунів. Більшість бензинових двигунів мали турбонаддув і підтримували використання етанолу, що було відносно незвичайною особливістю для автомобілів масового виробництва 2000-х років. У 9-3 також наголошувалося на безпеці автомобіля, що було пріоритетом у дизайні всіх автомобілів Saab. Крім того, на деяких ринках попередні Saab 99 і Saab 900 можна було вважати компактними автомобілями представницького класу, тоді як у Північній Європі ці моделі частіше розглядалися як звичайні маленькі сімейні автомобілі.

### Японія

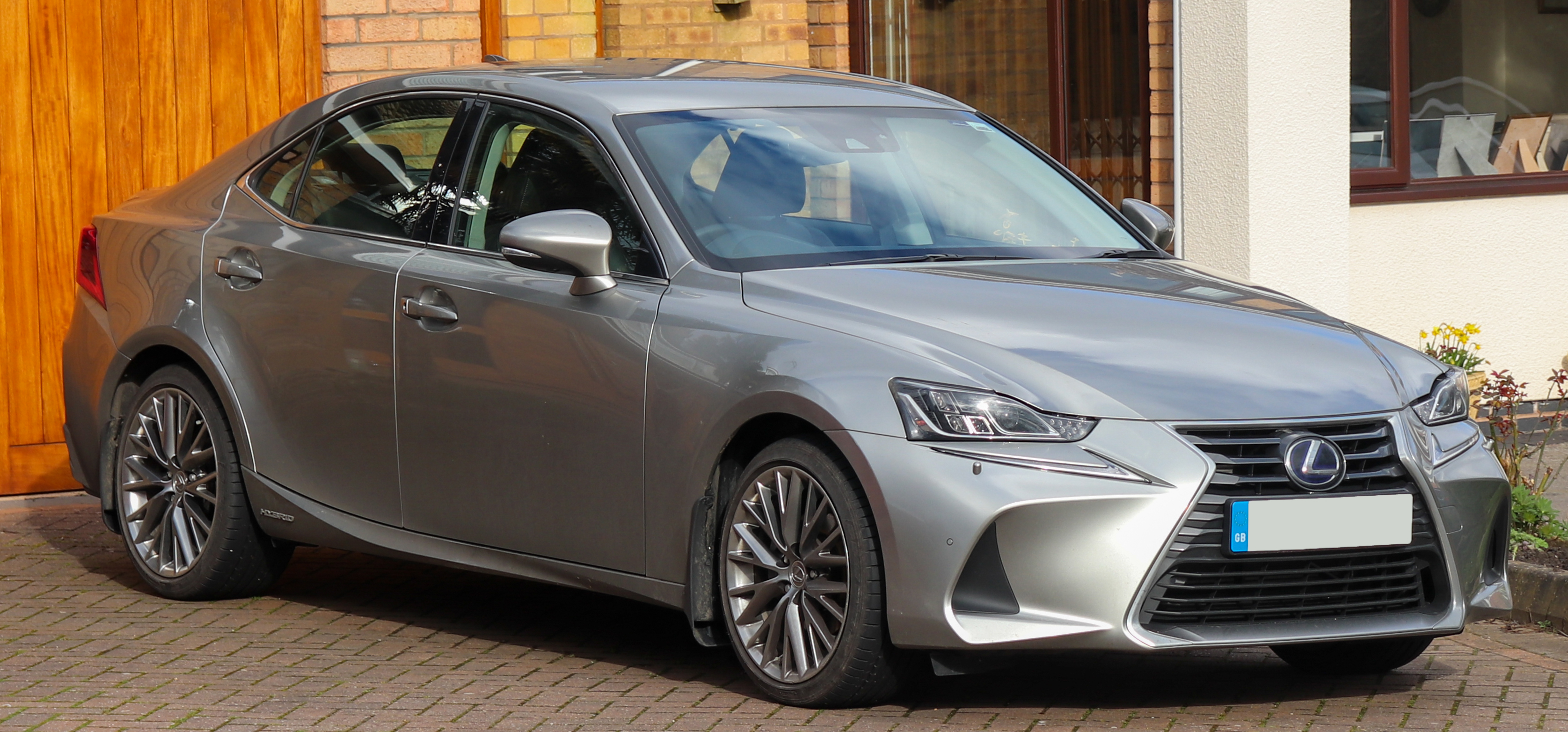
2019 Lexus IS

Першим компактним автомобілем представницького класу, виробленим у Японії, був Mazda Persona/Eunos 300 1988 року. Першим японським компактним автомобілем представницького класу, який досяг успіху на закордонних ринках, є Lexus IS/Toyota Altezza 1998 року.
Інші японські компактні автомобілі представницького класу включають Infiniti Q50 (від Nissan), Acura TLX (від Honda) і Mazda Xedos 6.

### Південна Корея

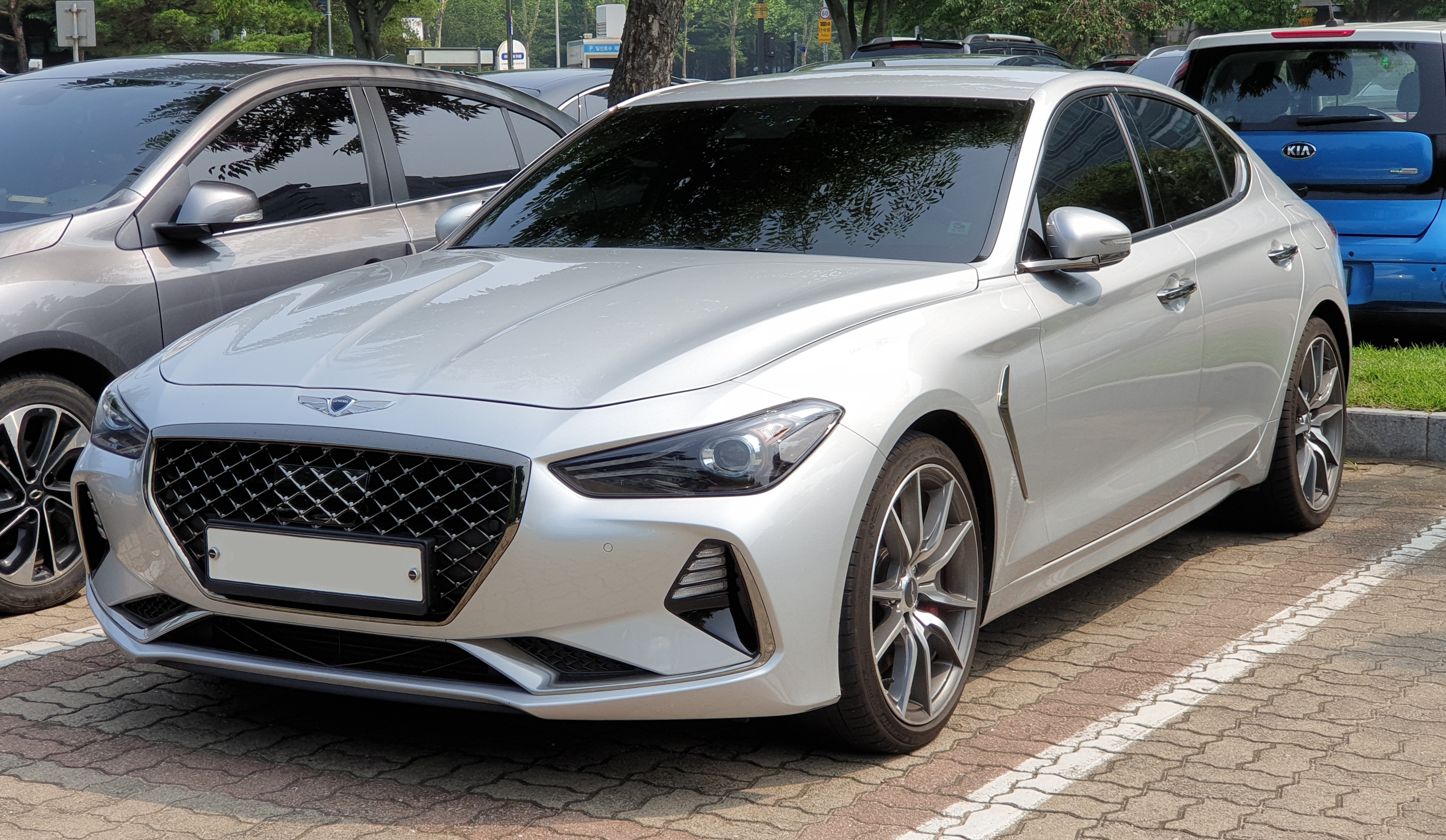
Genesis G70 2.0L

Компактні автомобілі представницького класу, вироблені в Південній Кореї, включають Genesis G70. 

## Субкомпактні автомобілі представницького класу
Субкомпактні автомобілі представницького класу, також звані компактними автомобілями преміумкласу, є категорією найменших автомобілів преміумкласу. Входить до сегменту C в європейській класифікації автомобілів. Приклади включають Mercedes-Benz A-класу та CLA-класу, Audi A3, Volvo S40, BMW 1 серії та 2 серії. Компактні автомобілі преміумкласу конкурують із добре обладнаними автомобілями середнього розміру, а компактні автомобілі преміумкласу з великим вибором можуть мати ціни та характеристики, які збігаються з компактними автомобілями представницького класу.
 